# サフィレット
サフィレット（Saphiret）はチェコのヤブロネッツ地方で1900年代初頭までに作られた変色ガラスの名称。ラベンダーがかった淡いピンク色をしており、角度によってブルーやグリーン、茶色のシラーを放つ。原料に金が用いられているとされガラスに金を混ぜるため採算が取れなくなったなど、製造されなくなった理由は諸説ある。。ヴォックスオール、ヴォクソール等とも呼ばれる。ヴィンテージサフィレットと称されるサフィリーンとは別物である。